# Ernst Pfundt
Ernst Gotthold Benjamin Pfundt (* 17. Juni 1806 in Dommitzsch; † 7. Dezember 1871 in Leipzig) war ein deutscher Paukist.

## Leben

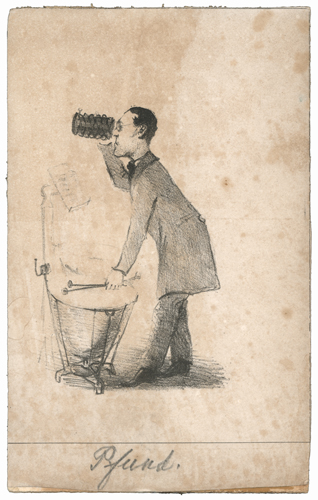
Karikatur Pfundts von Christian Reimers

Pfundt war der Sohn des Kantors Christian August Pfundt aus dessen Ehe mit Johanna Christiania Friederika Wieck (* 1767), einer Schwester von Friedrich Wieck. Er studierte von 1827 bis 1830 und von 1832 bis 1835 Theologie und Philosophie an der Universität Leipzig. Und nahm daneben Klavierunterricht bei Friedrich Wieck. 1837 stellte ihn Felix Mendelssohn Bartholdy als Pauker im Gewandhausorchester an, daneben wirkte er im Theaterorchester der Stadt.
Er gehörte in Leipzig zum engsten Freundeskreis von Robert Schumann, der ihn „Vetter Pfund“ nannte.
1849 veröffentlichte er eine Anleitung zum Paukenspiel, die sich bald als Standardwerk etablierte. Außerdem erfand er einige Verbesserungen für sein Instrument.

## Werke
- Die Pauken. Eine Anleitung dieses Instrument zu erlernen, Leipzig: Breitkopf & Härtel 1849 (Digitalisat); 2. Aufl. 1880